# Yuna Shiraiwa
Yuna Shiraiwa (jap. 白岩 優奈 Shiraiwa Yuna; ur. 26 listopada 2001 w Kioto) – japońska łyżwiarka figurowa, startująca w konkurencji solistek. Medalistka zawodów z cyklu Challenger Series oraz dwukrotna wicemistrzyni Japonii juniorów (2016, 2017).

## Osiągnięcia
| Zawody                                | 12–13          | 13–14          | 14–15          | 15–16          | 16–17          | 17–18          | 18–19          | 19–20          | 20–21          | 21–22          |                |                |                |                |                |                |                |
| Międzynarodowe                        | Międzynarodowe | Międzynarodowe | Międzynarodowe | Międzynarodowe | Międzynarodowe | Międzynarodowe | Międzynarodowe | Międzynarodowe | Międzynarodowe | Międzynarodowe | Międzynarodowe | Międzynarodowe | Międzynarodowe | Międzynarodowe | Międzynarodowe | Międzynarodowe | Międzynarodowe |
| ------------------------------------- | -------------- | -------------- | -------------- | -------------- | -------------- | -------------- | -------------- | -------------- | -------------- | -------------- | -------------- | -------------- | -------------- | -------------- | -------------- | -------------- | -------------- |
| GP Internationaux de France           |                |                |                |                |                | 6              |                | 9              |                |                |                |                |                |                |                |                |                |
| GP NHK Trophy                         |                |                |                |                |                | 8              |                |                |                |                |                |                |                |                |                |                |                |
| GP Grand Prix Helsinki                |                |                |                |                |                |                | 4              |                |                |                |                |                |                |                |                |                |                |
| GP Rostelecom Cup                     |                |                |                |                |                |                | 5              | 10             |                |                |                |                |                |                |                |                |                |
| CS Finlandia Trophy                   |                |                |                |                |                | 7              |                |                |                |                |                |                |                |                |                |                |                |
| CS Asian Open Trophy                  |                |                |                |                |                |                | 2              |                |                |                |                |                |                |                |                |                |                |
| CS U.S. International Classic         |                |                |                |                |                |                | 5              | WD             |                |                |                |                |                |                |                |                |                |
| Asian Open Trophy                     |                |                |                |                |                | 2              |                |                |                |                |                |                |                |                |                |                |                |
| Coupe du Printemps                    |                |                |                |                |                | 3              |                |                |                |                |                |                |                |                |                |                |                |
| Międzynarodowe: Kategorie młodzieżowe |                |                |                |                |                |                |                |                |                |                |                |                |                |                |                |                |                |
| Zimowe igrzyska olimpijskie młodzieży |                |                |                | 4              |                |                |                |                |                |                |                |                |                |                |                |                |                |
| Mistrzostwa świata juniorów           |                |                |                | 4              | 5              |                |                |                |                |                |                |                |                |                |                |                |                |
| JGP Finał                             |                |                |                | 5              |                |                |                |                |                |                |                |                |                |                |                |                |                |
| JGP w Niemczech                       |                |                |                |                | 2              |                |                |                |                |                |                |                |                |                |                |                |                |
| JGP w Rosji                           |                |                |                |                | 4              |                |                |                |                |                |                |                |                |                |                |                |                |
| JGP w Hiszpanii                       |                |                |                | 1              |                |                |                |                |                |                |                |                |                |                |                |                |                |
| JGP w Stanach Zjednoczonych           |                |                |                | 1              |                |                |                |                |                |                |                |                |                |                |                |                |                |
| Bavarian Open                         |                |                | 2 N            |                |                |                |                |                |                |                |                |                |                |                |                |                |                |
| Krajowe                               |                |                |                |                |                |                |                |                |                |                |                |                |                |                |                |                |                |
| Mistrzostwa Japonii                   |                |                |                | 5              | 6              | 9              | 9              | WD             | 9              | 23             |                |                |                |                |                |                |                |
| Mistrzostwa Japonii juniorów          |                |                | 27             | 2              | 2              |                |                |                |                |                |                |                |                |                |                |                |                |
| Zawody drużynowe                      |                |                |                |                |                |                |                |                |                |                |                |                |                |                |                |                |                |
| Zimowe igrzyska olimpijskie młodzieży |                |                |                | 5 T 1 P        |                |                |                |                |                |                |                |                |                |                |                |                |                |